# 杜修贤
杜修賢（1926年—2014年6月11日），中國攝影師，記者。杜修賢生於陝西米脂縣一個貧窮家庭，曾負責拍攝多位領導人，並曾兩次單獨與周恩來合照，他曾拍攝的包括毛澤東、周恩來、林彪、胡耀邦等。

## 生平
- 1940年參加革命
- 1944年在延安八路軍總政治部電影團開始學習攝影
- 1954年調任新華社工作
- 1960年調往中南海攝影組，擔任周恩來總理專職攝影記者，並曾隨總理周恩來先後出訪亞洲、非洲、歐洲的數十個國家和地區
- 文化大革命期間調往新疆
- 1969年被總理周恩來召回中南海，擔任新華社攝影部中央新聞組組長
- 1970年起負責毛澤東及周恩來的晚年攝影，直到兩人逝世後。
- 1971年任新華社攝影部副主任兼中央新聞組組長，第四屆全國人大代表
- 1980年任中國圖片社副總經理，新華社高級記者
- 1988年退休
- 2014年6月11日在北京逝世，享年88岁。[1]

## 曾拍攝的經典場面
- 1971年5月1日，五一勞動節天安門上拍攝毛澤東與林彪最後一張合照，當時毛與林的關係已非常惡劣，四個月後，林彪發動政變不遂，叛逃蘇聯，途中墜機身亡。
- 1972年2月21日，美國總統尼克遜訪華，拍攝周恩來與尼克遜握手照片。
- 1976年9月9日，毛澤東逝世後拍攝遺照。
- 1989年4月6日，胡耀邦心臟病發前兩天與其拍照，胡逝世後，部分照片用作遺照。

## 連結
- 紅牆裡的攝影師杜修賢——為“安詳”的毛澤東照相 （页面存档备份，存于）
- 胡耀邦人生的最后瞬间(组图)
- “红墙”摄影师讲述周恩来尼克松握手照故事